# چمن‌خروس دم‌تیز کلمبیایی
چمن‌خروس دم‌تیز کلمبیایی (نام علمی: Tympanuchus phasianellus columbianus) نام یک زیرگونه از تیره قرقاولان است.